# Eterusia
Genre
Eterusia est un genre de lépidoptères de la famille des Zygaenidae et de la sous-famille des Chalcosiinae.

## Répartition
Les espèces du genre Eterusia se répartissent de l'Afghanistan jusqu'en Indonésie en passant par l'Inde, le Sri Lanka, la Birmanie et la Malaisie.

## Comportement
Les imagos des espèces du genre Eterusia sont en général diurnes. Leur activité consiste principalement à visiter les sources de nectar de la canopée et à se poser à proximité des plantes-hôtes.

## Systématique
Le genre Eterusia a été décrit par le zoologiste britannique Frederick William Hope en 1841.
L'espèce type est Eterusia tricolor.

### Synonymie
Selon Yen et al., 2005 :
- Devanica Moore, 1884
- Sephisa Moore, [1882]

### Liste des espèces

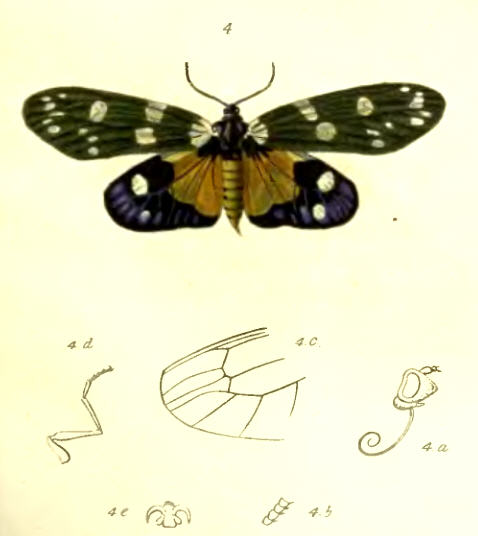
Eterusia tricolor, Figure 4, planche XXXI de la publication de Frederick William Hope

La systématique du genre Eterusia est confuse du fait de la similitude des dessins ornant les ailes des imagos. De nombreuses espèces placées à tort dans ce genre ont été transférées dans d'autres genres de la sous-famille des Chalcosiinae. La liste des espèces du genre Eterusia présentée ci-dessous intègre de nombreux transferts et mises en synonymie.
- Eterusia aedea (Linnaeus, 1763)[Note 1]
- Eterusia angustipennis (Röber, 1897)
- Eterusia austrochinensis Yen, 2005
- Eterusia binotata Mell, 1922
- Eterusia feminata Kishida & Endo, 1999
- Eterusia guanxiana Yen, 2005
- Eterusia joiceyi Talbot, 1929
- Eterusia nobuoi Owada, 1996
- Eterusia repleta Walker, 1864
- Eterusia risa (Doubleday, 1844)
- Eterusia subcyanea Walker, 1854
- Eterusia sublutea Walker, 1854
- Eterusia taiwana (Wileman, 1911)
- Eterusia tricolor Hope, 1841
- Eterusia vitessa Yen, 2003[10]
- Eterusia watanabei Inoue, 1982

### Note
1. ↑  La paternité de la description d'Eterusia aedea sous le protonyme Papilio (Heliconius) aedea est attribuée à Carl von Linné[4] en 1763 par certains auteurs[5],[6] et à Carl Alexander Clerck en 1759 par d'autres[7],[8]. Bien que la plupart des bases de données référencent Clerck comme auteur, les travaux discutant de cette différence d'opinion donnent la paternité de cette espèce à Carl von Linné[9],[5].

### Description originale
Hope, F. W. 1841. On some new insects collected in Assam by William Griffith [...]. Transactions of the Linnean Society, London, 18: 435-447. Eterusia p. 445